# Jimomys
Genre
Jimomys est un genre de rongeurs fossiles.

## Liste d'espèces
Selon Paleobiology Database (15 avril 2015) :
- Jimomys labaughi
- Jimomys lulli